# 1980-as labdarúgó-Európa-bajnokság (selejtező – 7. csoport)
Az 1980-as labdarúgó-Európa-bajnokság selejtezőjének 7. csoportjának mérkőzéseit tartalmazó lapja. A csoportban Málta, Törökország, Wales és az NSZK szerepelt. A csapatok körmérkőzéses, oda-visszavágós rendszerben játszottak egymással.
A csoportelső NSZK kijutott az 1980-as labdarúgó-Európa-bajnokságra.

## Tabella
| Hely. | Csapat      | M | Gy | D | V | G+ | G– | Gk  | P  | Továbbjutás                            |     | Nyugat-Németország | Törökország | Wales | Málta |
| ----- | ----------- | - | -- | - | - | -- | -- | --- | -- | -------------------------------------- | --- | ------------------ | ----------- | ----- | ----- |
| 1.    | NSZK        | 6 | 4  | 2 | 0 | 17 | 1  | +16 | 10 | Kijutott az 1980-as Európa-bajnokságra |     | —                  | 2–0         | 5–1   | 8–0   |
| 2.    | Törökország | 6 | 3  | 1 | 2 | 5  | 5  | 0   | 7  |                                        |     | 0–0                | —           | 1–0   | 2–1   |
| 3.    | Wales       | 6 | 3  | 0 | 3 | 11 | 8  | +3  | 6  |                                        | 0–2 | 1–0                | —           | 7–0   |       |
| 4.    | Málta       | 6 | 0  | 1 | 5 | 2  | 21 | −19 | 1  |                                        | 0–0 | 1–2                | 0–2         | —     |       |

## Mérkőzések
Az időpontok helyi idő szerint értendők.
| 1978. október 25. 19:30 |

| Wales                                                       | 7–0               | Málta |
| ----------------------------------------------------------- | ----------------- | ----- |
| O'Sullivan 18' Edwards 20' 45' 48' 51' Thomas 71' Flynn 82' | (3–0) Jegyzőkönyv |       |

| Racecourse Ground, Wrexham Nézőszám: 11 475 Játékvezető: Magnus V. Pétursson (izlandi) |

| 1978. november 29. 19:30 |

| Wales     | 1–0               | Törökország |
| --------- | ----------------- | ----------- |
| Deacy 70' | (0–0) Jegyzőkönyv |             |

| Racecourse Ground, Wrexham Nézőszám: 11 794 Játékvezető: Alojzy Jarguz (lengyel) |

| 1979. február 25. 14:30 |

| Málta | 0–0         | NSZK |
| ----- | ----------- | ---- |
|       | Jegyzőkönyv |      |

| Empire Stadium, Gżira Nézőszám: 8450 Játékvezető: Vojtech Christov (csehszlovák) |

| 1979. március 18. 15:00 |

| Törökország         | 2–1               | Málta             |
| ------------------- | ----------------- | ----------------- |
| Özden 34' Terim 52' | (1–0) Jegyzőkönyv | Spiteri-Gonzi 52' |

| Alsancak Stadium, Izmir Nézőszám: 34 154 Játékvezető: Tome Manojlovski (jugoszláv) |

| 1979. április 1. 15:30 |

| Törökország | 0–0         | NSZK |
| ----------- | ----------- | ---- |
|             | Jegyzőkönyv |      |

| Alsancak Stadium, Izmir Nézőszám: 68 000 Játékvezető: Miroslav Stupar (szovjet) |

| 1979. május 2. 19:30 |

| Wales | 0–2               | NSZK                       |
| ----- | ----------------- | -------------------------- |
|       | (0–1) Jegyzőkönyv | Zimmermann 30' Fischer 52' |

| Racecourse Ground, Wrexham Nézőszám: 26 900 Játékvezető: Alberto Michelotti (olasz) |

| 1979. június 2. 18:00 |

| Málta | 0–2               | Wales                  |
| ----- | ----------------- | ---------------------- |
|       | (0–1) Jegyzőkönyv | Nicholas 15' Flynn 51' |

| Empire Stadium, Gżira Nézőszám: 8358 Játékvezető: Nikolaos Lagoyannis (görög) |

| 1979. október 17. 20:15 |

| NSZK                                                 | 5–1               | Wales      |
| ---------------------------------------------------- | ----------------- | ---------- |
| Fischer 21' 38' Kaltz 32' Rummenigge 42' Förster 83' | (4–0) Jegyzőkönyv | Curtis 84' |

| Müngersdorfer Stadion, Köln Nézőszám: 61 000 Játékvezető: Jan Keizer (holland) |

| 1979. október 28. 15:15 |

| Málta        | 1–2               | Törökország           |
| ------------ | ----------------- | --------------------- |
| Farrugia 62' | (0–2) Jegyzőkönyv | Özden 20' Denizli 25' |

| Empire Stadium, Gżira Nézőszám: 1976 Játékvezető: Gianfranco Menegali (olasz) |

| 1979. november 21. 15:00 |

| Törökország | 1–0               | Wales |
| ----------- | ----------------- | ----- |
| Önal 80'    | (0–0) Jegyzőkönyv |       |

| Alsancak Stadium, Izmir Nézőszám: 30 650 Játékvezető: Constantin Ghita (román) |

| 1979. december 22. 15:30 |

| NSZK                       | 2–0               | Törökország |
| -------------------------- | ----------------- | ----------- |
| Fischer 15' Zimmermann 89' | (1–0) Jegyzőkönyv |             |

| Parkstadion, Gelsenkirchen Nézőszám: 73 000 Játékvezető: Rudolf Renggli (svájci) |

| 1980. február 27. 20:00 |

| NSZK                                                                                               | 8–0               | Málta |
| -------------------------------------------------------------------------------------------------- | ----------------- | ----- |
| Allofs 14' 55' Bonhof 19' (11-esből) Fischer 40' 90' Holland 61' (öngól) Kelsch 70' Rummenigge 74' | (2–0) Jegyzőkönyv |       |

| Weserstadion, Bréma Nézőszám: 33 278 Játékvezető: Norbert Rolles (luxemburgi) |